# باشگاه فوتبال اچ‌آی‌اف‌کی
باشگاه فوتبال اچ‌آی‌اف‌کی (انگلیسی: HIFK Fotboll) یک باشگاه فوتبال در شهر هلسینکی، فنلاند است.
این باشگاه که در سال ۱۸۹۷ تأسیس شده سابقه ۷ قهرمانی در لیگ برتر فوتبال فنلاند را در کارنامه دارد.